# Šekovići
Šekovići su općina u sjeveroistočnoj BiH, koja administrativno pripada entitetu Republika Srpska.   

## Zemljopis
Nalaze se u istočnoj Bosni, između općina Zvornik, Vlasenica, Osmaci, Kalesija i Kladanj. Na području općine prevladavaju šume, pašnjaci, oko rijeke Drinjače postoji i nešto obradivog zemljišta. Otežavajuća okolnost za razvoj Šekovica je udaljenost od tranzitnih prometnica.

## Stanovništvo
Po posljednjem službenom popisu stanovništva, 1991. godine, općina Šekovići imala je 9629 stanovnika, raspoređenih u 34 naselja.
| Stanovništvo općine Šekovići |                |                |                  |
| godina popisa                | 1991.          | 1981.          | 1971.            |
| Srbi                         | 9030 (93,77 %) | 9753 (94,17 %) | 10.241 (96,88 %) |
| Muslimani                    | 326 (3,38 %)   | 304 (2,93 %)   | 286 (2,70 %)     |
| Hrvati                       | 10 (0,11 %)    | 15 (0,14 %)    | 6 (0,05 %)       |
| Jugoslaveni                  | 129 (1,33 %)   | 175 (1,68 %)   | 2 (0,01 %)       |
| ostali i nepoznato           | 134 (1,39 %)   | 109 (1,05 %)   | 35 (0,33 %)      |
| ukupno                       | 9629           | 10.356         | 10.570           |

#### Šekovići (naseljeno mjesto), nacionalni sastav
| Šekovići           |                |                |               |
| godina popisa      | 1991.          | 1981.          | 1971.         |
| Srbi               | 1606 (92,56 %) | 1059 (86,09 %) | 520 (96,11 %) |
| Muslimani          | 17 (0,97 %)    | 32 (2,60 %)    | 10 (1,84 %)   |
| Hrvati             | 5 (0,28 %)     | 12 (0,97 %)    | 5 (0,92 %)    |
| Jugoslaveni        | 80 (4,61 %)    | 90 (7,31 %)    | 0             |
| ostali i nepoznato | 27 (1,55 %)    | 37 (3,00 %)    | 6 (1,10 %)    |
| ukupno             | 1735           | 1230           | 541           |

## Naseljena mjesta
Akmačići, 
Ašćerići, 
Bašići, 
Betanj, 
Bobari, 
Čanići, 
Đurići, 
Dobrić, 
Džanojevići, 
Javor, 
Kalabače, 
Kaštjelj, 
Korijen, 
Markovići, 
Milovanovići, 
Papraća, 
Petrovići, 
Plazače, 
Pobedarje, 
Podpola, 
Raševo, 
Selište, 
Strmica, 
Stupari, 
Sučani, Šekovići, 
Tepen, 
Trnovo, 
Tupanari, 
Udbina, 
Velika Njiva, 
Vidakovići Vrela,
Vreljansko Polje,
Vrelo i 
Zupci.
Smatra se da općina trenutno ima oko 8000 stanovnika. Većina onih koji su napustili Šekoviće iselili su se u Srbiju, dobar dio radno sposobnih muškaraca je na rad otišao u Rusiju, a jedan dio je utočište našao u zemljama zapadne Europe i prekooceanskim zemljama. Preostali stanovnici uglavnom su na rubu egzistencije, bez mogućnosti zapošljavanja. Velik broj ljudi koji su se iselili iz Šekovića dolazi u mjesto za vrijeme praznika i godisnjih odmora, tako da mjesto tijekom ljeta i prvog dijela siječnja oživi.

## Uprava
Po procjenama OSCE i općinska uprava ima prevelik broj zaposlenih neodgovarajuće stručne spreme. Neophodno je izvršiti temeljnu i radikalnu reformu općinske uprave, po uzoru na općinsku upravu koja postoji u zapadnoj Europi, jer zbog malog proračuna općina nije u stanju financirati sadašnju općinsku upravu.

## Povijest
Smatra se da su općinu Šekovići naselili stanovnici istočne Hercegovine, s područja Gacka i Nevesinja. 

## Gospodarstvo
Slabo razvijeno, postoji nekoliko boljih privrednih subjekata, ostatak uglavnom ne radi. Nekoliko tvrtki za obradu drva radi dosta uspješno. Postoje izuzetni uvjeti za razvoj seoskog, samostanskog i lovnog turizma, te stočarstva i voćarstva. Općina u suradnji s NVO CAM Šekovići pokušava zainteresirati više stanovnika regije za mogućnosti razvoja turizma koje pruža općina.

## Poznate osobe
Miloš Zekić, partizanski general-potpukovnik, smatra se šekovačkim Ataturkom (ocem Šekovića).

## Spomenici i znamenitosti
Pravoslavni manastir Lovnica iz 16. stoljeća, nalazi se 2 kilometra od centra Šekovića. Pravoslavni manastir Papraća, iz 14. stoljeća nalazi se 15 kilometara od Šekovića prema Zvorniku. Partizansko spomen obilježje nalazi se pokraj manastira Lovnica, 2 kilometra od Šekovića

## Obrazovanje
- OŠ Jovan Dučić
- srednjoškolski centar Petar II Petrović Njegoš.

## Kultura
- omladinska organizacija NVO "CAM" Šekovici  Arhivirana inačica izvorne stranice od 7. veljače 2007. (Wayback Machine)

## Sport
- OFK Šekovići
- ST Elan Šekovići
- TK Šekovići
- OKK Olimp Šekovići

## Vanjske poveznice
- http://www.sekovici.net  Arhivirana inačica izvorne stranice od 13. siječnja 2009. (Wayback Machine)
- http://www.camsekovici.cjb.net  Arhivirana inačica izvorne stranice od 7. veljače 2007. (Wayback Machine)
- http://www.brze.cjb.net  Arhivirana inačica izvorne stranice od 4. veljače 2009. (Wayback Machine)